# Krostkowo (gromada)
Krostkowo – dawna gromada, czyli najmniejsza jednostka podziału terytorialnego Polskiej Rzeczypospolitej Ludowej w latach 1954–1972.
Gromady, z gromadzkimi radami narodowymi (GRN) jako organami władzy najniższego stopnia na wsi, funkcjonowały od reformy reorganizującej administrację wiejską przeprowadzonej jesienią 1954 do momentu ich zniesienia z dniem 1 stycznia 1973, tym samym wypierając organizację gminną w latach 1954–1972.
Gromadę Krostkowo z siedzibą GRN w Krostkowie utworzono – jako jedną z 8759 gromad na obszarze Polski – w powiecie wyrzyskim w woj. bydgoskim, na mocy uchwały nr 24/18 WRN w Bydgoszczy z dnia 5 października 1954. W skład jednostki weszły obszary dotychczasowych gromad Krostkowo, Dębówko Nowe i Dębówko Stare ze zniesionej gminy Białośliwie, obszar dotychczasowej gromady Bąkowo ze zniesionej gminy Wyrzysk oraz obręb leśny Zielonagóra z miasta Wyrzysk w tymże powiecie. Dla gromady ustalono 23 członków gromadzkiej rady narodowej.
Gromadę zniesiono 1 stycznia 1958, a jej obszar włączono do gromad Białośliwie (wsie Dębówko Nowe, Dębówko Stare i Krostkowo oraz wybudowanie Różnowo) i Osiek n. Notecią (wieś Bąkowo Górne, kolonie Bąkowo Dolne i Komorowo oraz osiedle leśne Zielona Góra) w tymże powiecie.